# إيفان دوباسوف
إيفان إيفانوفيتش دوباسوف (الروسية: Иван Иванович Дубасов) هو فنان تشكيلي ورسام روسي سوفييتي ولد في يوم 30 نوفمبر 1897 في مدينة أودينتسوفو في موسكو أوبلاست في روسيا القيصرية. صمم عملة الروبل السوفييتي العملة الرسمية للاتحاد السوفييتي كما قام بتصميم طبائع ورموز أُخرى للدولة، توفي دوباسوف في يوم 15 مارس 1988 في مدينة موسكو.